# Диво, Альбер
Альбе́р Эже́н Диво́ (фр. Albert Eugène Divo, 24 января 1895 года, Париж — 19 сентября 1966 года, Морсанг-сюр-Орж, Эссонн, Франция) — автогонщик Гран-при. Родился в Париже, Франция. В 1922 году Диво участвовал в Международной гонке на выносливость на Туристическом трофее на острове Мэн. Свою первую крупную победу Альберт Диво одержал на автомобиле Sunbeam в гонке Гран-при Испании 1923 года на трассе «Сиджес Террамар», около Сиджеса, примерно в 40 км от Барселоны.
Пересев на Delage, в 1924 году он финишировал вторым после Джузеппе Кампари на Гран-при Европы в Лионе. В следующем году он выиграл два главных события Гран-при для Delage. В июле он завоевал Гран-при Франции на Автодроме де Монлери после того, как его машина выбыла из гонки, и он уже оказывал поддержку товарищу по команде Роберта Бенуа. В сентябре он поделился победой с товарищем по команде Андре Морелем на Гран-при Сан-Себастьяна на Circuito Lasarte. В 1927 году он занял третье место в Гран-при Великобритании в Брукленде. В следующие два года он привёл Bugatti Type 35 к победам в Targa Florio 1928 и 1929 годов.
Альбер Диво был одним из основателей Международного клуба пилотов Гран-при в 1962 году в Виллар-сюр-Оллон, Швейцария. Он умер в 1966 году и был похоронен на кладбище Морсан-сюр-Орж в департаменте Эссонн недалеко от Парижа.
В честь Диво назван гиперкар Bugatti Divo, который выпускался в 2019—2021 годах.